# Прапор Катару
Прапор Катару — один з офіційних символів Катару. Затверджений 9 липня 1971 року. Пропорції прапора становить 11:28. Він є найбільш довгим і вузьким прапором серед прапорів незалежних країн.
Прапор є прямокутним полотнищем, поділеним на дві частини білого та бордового кольорів. Частини розділені між собою дев'яти трикутниками, які утворюють зигзаг. Білий колір символізує міжнародне визнання та мир. Бордовий колір символізує кров пролиту за незалежність країни. Слід зазначити, що наявний дизайн прапора існує з 1949 року, проте замість бордового кольору використовувався червоний. Проте через постійну дію сонця колір постійно вигорав і перетворювався на бордовий. Щоб постійно не міняти прапори, було прийнято рішення використовувати бордовий колір.

## Історія

Прапор Катару 1916—1936
Прапор Катару 1936—1949
Прапор Катару 1949—1971